# Zamek Craigmillar
 Zamek Craigmillar (ang. Craigmillar Castle) – zabytkowy zamek w Edynburgu (Szkocja).
Pierwotną wieżę mieszkalną  zbudował Simona Prestona pod koniec XIV w., po tym, jak jego rodzina otrzymała ziemię w tej okolicy od szkockiego króla Roberta II. Sir William Preston później dobudował dziedziniec otoczony murem. W 1544 zamek został uszkodzony podczas spalenia Edynburga. W 1660 warownię sprzedano Sir Johnowi Gilmourowi (1605-1671). 

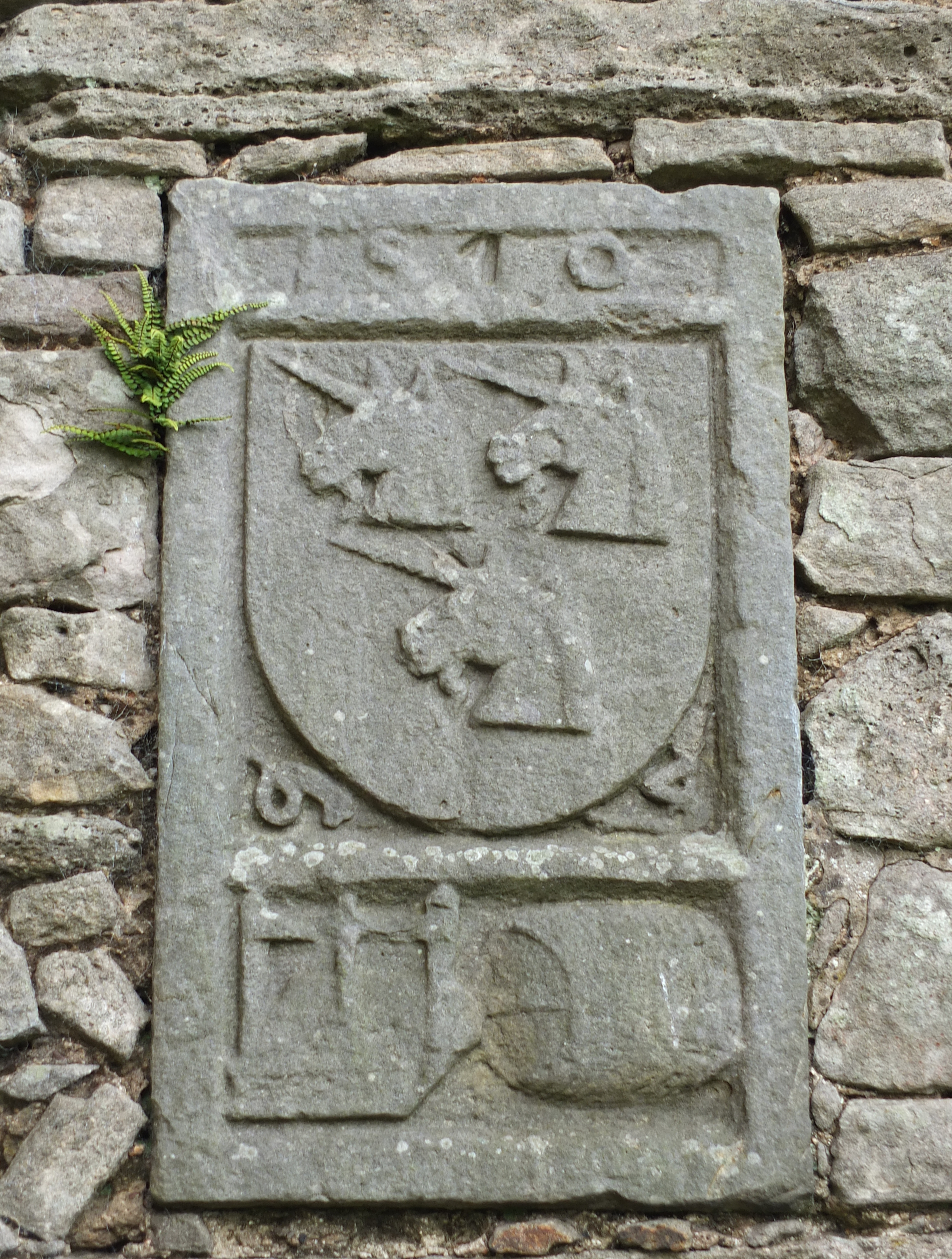
Herb rodziny Preston
Herb rodziny Preston
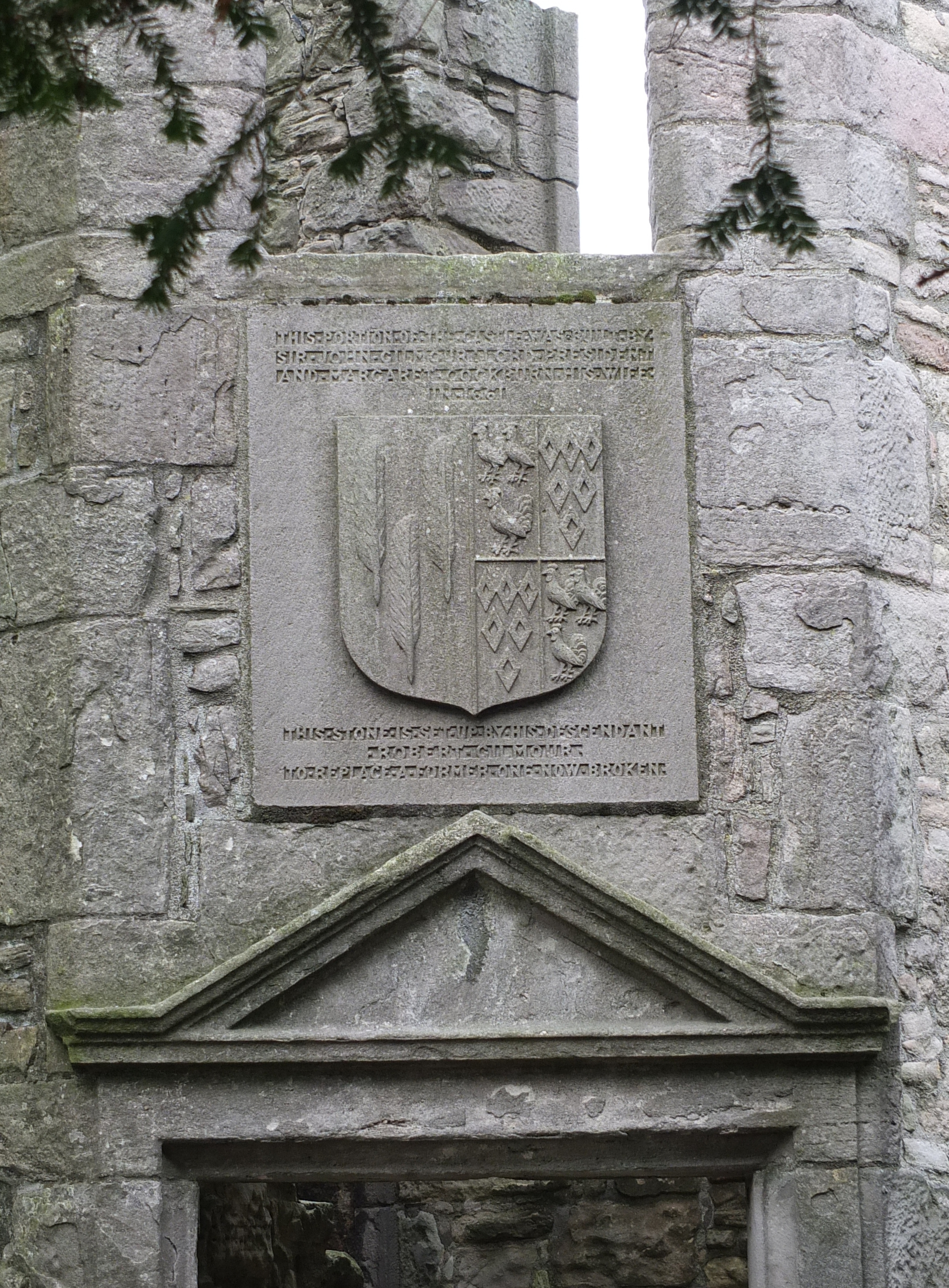
Herb Johna Gilmoura